# Олендри (Вармінсько-Мазурське воєводство)
Олендри (пол. Olędry, нім. Wagenfeld) — село в Польщі, у гміні Вельбарк Щиценського повіту Вармінсько-Мазурського воєводства.
Населення — 62 особи (2011).

## Демографія
Демографічна структура станом на 31 березня 2011 року:
|          | Загалом | Допрацездатний вік | Працездатний вік | Постпрацездатний вік |
| -------- | ------- | ------------------ | ---------------- | -------------------- |
| Чоловіки | 32      | 8                  | 22               | 2                    |
| Жінки    | 30      | 8                  | 16               | 6                    |
| Разом    | 62      | 16                 | 38               | 8                    |